# Culo (náutica)

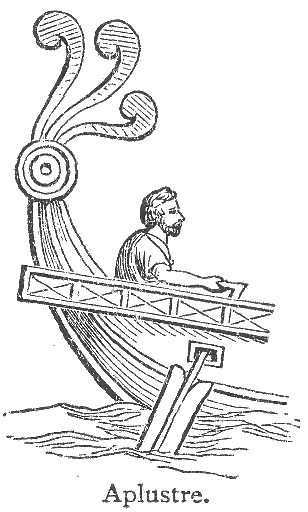
Culo, sinónimo de popa.

En náutica, culo puede referirse a:

## Definiciones
- Culo: Cinta, especie de peto que se forma y entabla debajo del yugo en aquellas embarcaciones que lo llevan.
- Culo de mona (Aleta):
- Culo de lámpara: es la proyección en la obra viva, bien de madera, ya de hierro, más o menos adornada, que resguarda el orificio de salida de los excusados o jardines de los golpes de mar. Como parte accesoria, va empernada a la plancha o tablón correspondiente.
- Culo de puerco: nudo que se suele hacerse en el chicote de un culo. Hay dos subtipos que reciben las denominaciones de culo de puerco o de arriba y culo de puerco o de abajo. La figura 1 muestra el modo de ejecutar y la forma en la que queda el segundo; en la figura 2 se representa la unión de culos de abajo.

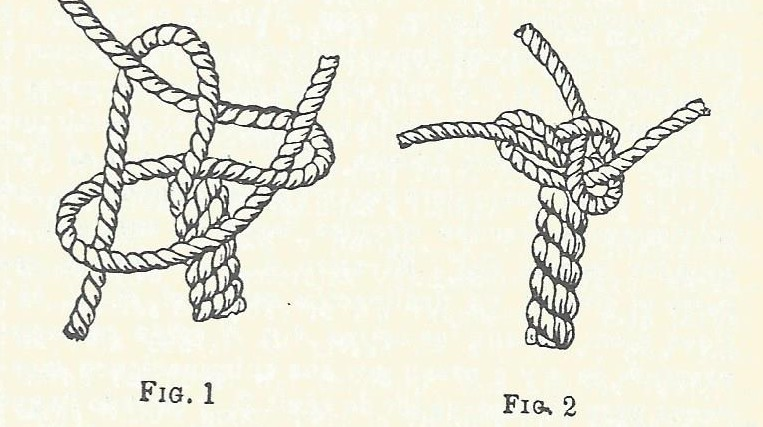
Culos de puerco.